# Morlaix
Morlaix (en bretón: Montroulez) es una ciudad francesa perteneciente al departamento de Finisterre, en Bretaña.

## Geografía
Con 14 837 habitantes, está situada a orillas de la ría de Morlaix, en el norte de Bretaña, en los límites entre las antiguas regiones de Léon y de Trégor.

## Economía
Morlaix es un relevante centro comercial agropecuario. También destacan su industria mecánica, electrotécnica, alimentaria, y las imprentas. 

## Lugares y monumentos
La ciudad cuenta con numerosos monumentos históricos y artísticos, como la iglesia de Saint Mélaine, Saint-Mathieu y San Martín de los Campos. También destaca el antiguo convento de los Jacobinos.
Sin embargo el rasgo característico de Morlaix se lo da su imponente viaducto de granito del siglo XIX (1861-1864) construido para el ferrocarril de París a Brest. El viaducto, con 292 m de longitud y 58 m de altura, permte salvar el encajonado valle en el que se desarrolló la ciudad.
En los alrededores se halla también el cairn de Barnenez, un importante monumento megalítico, o el Castillo del Taureau. En las inmediaciones de la ciudad se libró la batalla de Morlaix durante la guerra de los Cien Años.

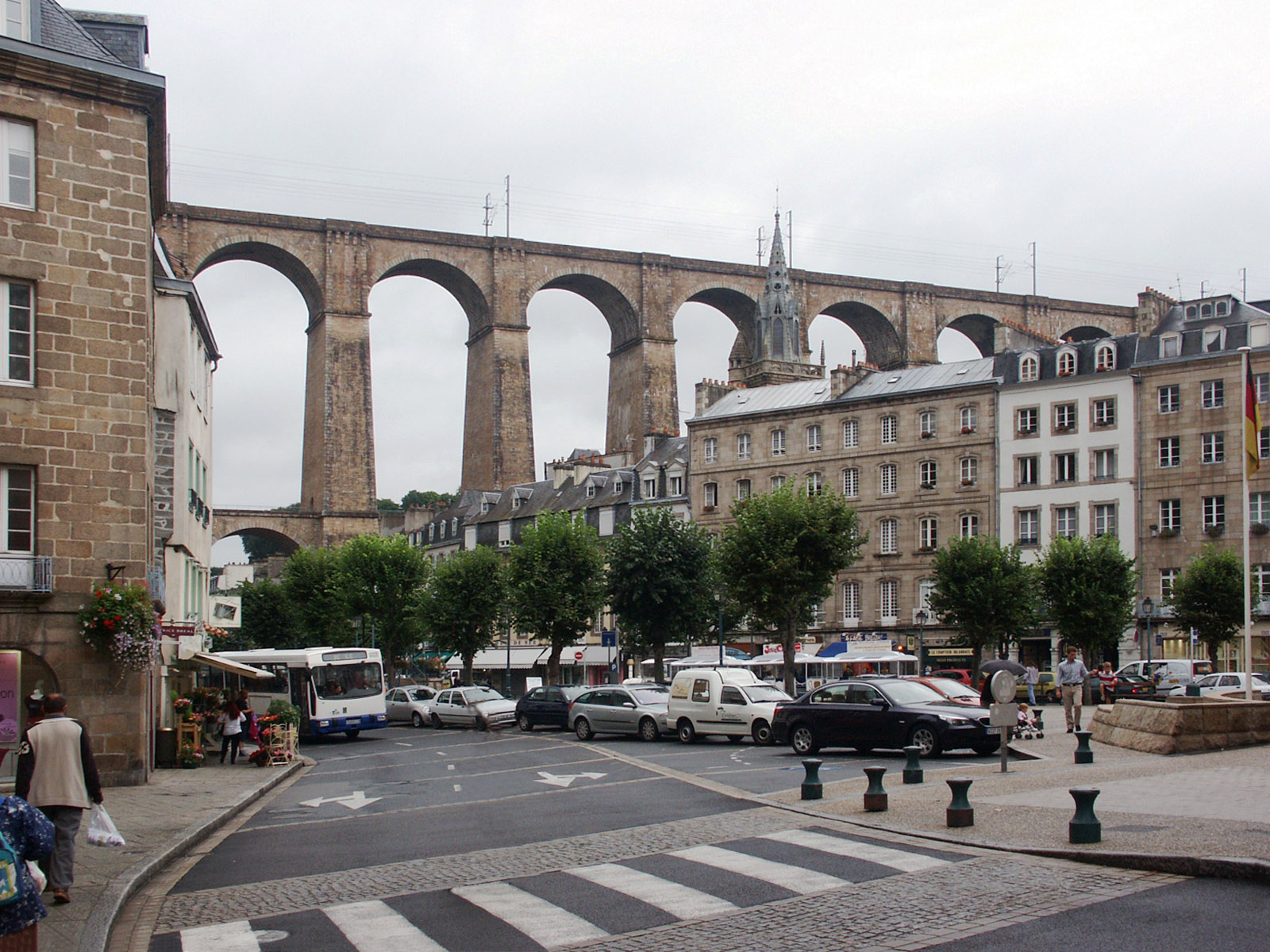
Viaducto de Morlaix
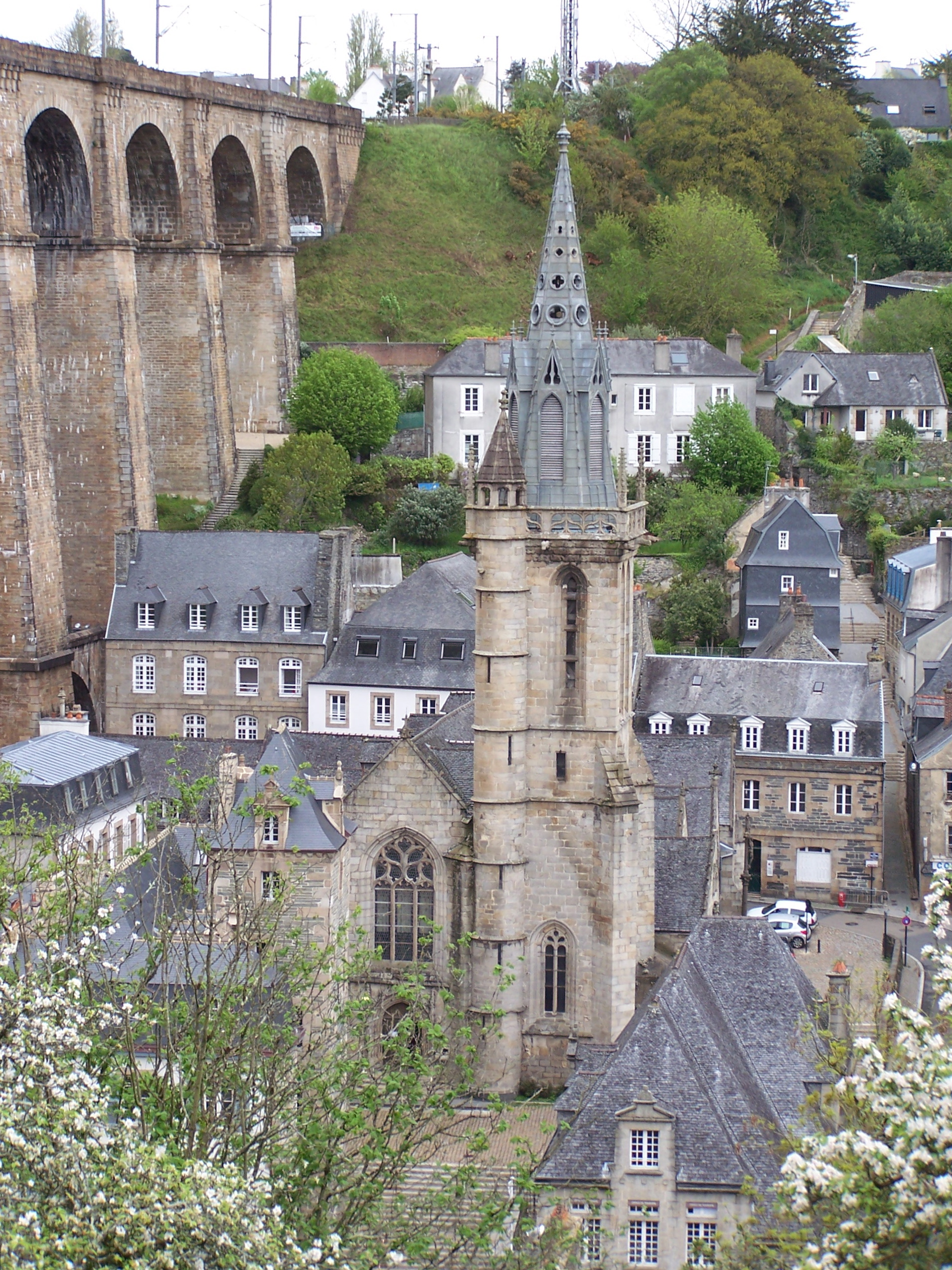
Vista de la iglesia Saint Mélaine junto al viaducto
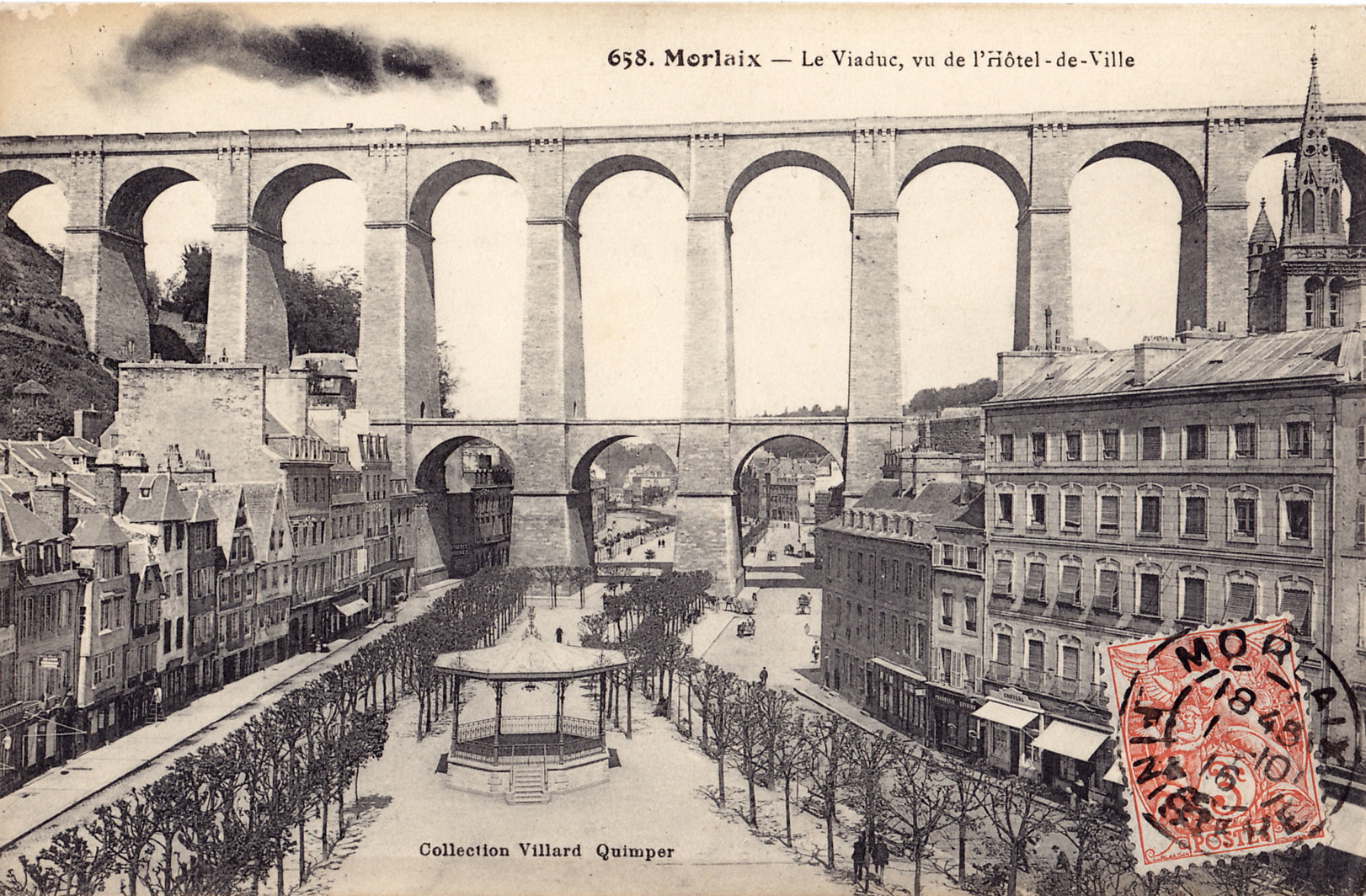
Postal antigua de Morlaix

## Demografía
| 10 393 | 9 351 | 9 937 | 9 781 | 10 539 | 9 740 | 11 529 | 12 393 | 12 904 | 14 008 | 14 046 | 14 389 | 15 183 | 15 346 | 16 013 | 16 300 | 16 027 | 16 086 | 15 984 | 15 262 | 13 931 | 13 959 | 14 073 | 13 944 | 15 121 | 15 037 | 18 866 | 19 919 | 19 237 | 18 348 | 16 701 | 15 990 | 15 695 | 15 605 | 15 549 | 14 837 |
| Para los censos de 1962 a 1999 la población legal corresponde a la población sin duplicidades (Fuente: INSEE [Consultar]) |       |       |       |        |       |        |        |        |        |        |        |        |        |        |        |        |        |        |        |        |        |        |        |        |        |        |        |        |        |        |        |        |        |        |        |